# Сильно кохана
«Сильно кохана» (англ. Much Loved) — мароккано-французький фільм-драма 2015 року, поставлений режисером Набілем Аюшем. Прем'єрний показ стрічки відбувся у програмі Двотижневика режисерів на 68-го Каннському міжнародному кінофестивалі. Фільм було представлено також в секції Сучасний Світ Кіно 40-го Міжнародоного кінофестивалю в Торонто 2015 року.
Фільм є одним з перших, що зачіпає проблему проституції в Марракеші. Стрічка розповідає про життя чотирьох жінок секс-робітниць та висуває на перший план тему експлуатації повій сутенерами та корумпованості поліції, яка іноді навіть отримує зиск від торгівлі жінками.
У Марокко фільм викликав загальнонаціональну дискусію ще до виходу на екрани, коли в інтернет-мережу потрапило кілька музичних кліпів з фільму. Після цього виконавиця головної ролі, Любна Абідар, отримала смертельні погрози, а влада заборонила фільм, як такий, що «підриває моральні засади і уявлення про марокканських жінок», «шкодить репутації королівства» та підтримує позашлюбний секс і проявляє симпатії до гомосексуалів.

## У ролях
| Любна Абідар       | ···· | Ноха                 |
| Асма Лазрак        | ···· | Ранда                |
| Халіма Кареван     | ···· | Сукейна́              |
| Сара Елгамді Алауї | ···· | Хліма                |
| Абделлах Дідан     | ···· | Саїд                 |
| Денні Бу Шебел     | ···· | Ахмад                |
| Карло Брандт       | ···· | французький любитель |

## Визнання
| Нагороди та номінації фільму «Сильно кохана» | Нагороди та номінації фільму «Сильно кохана» | Нагороди та номінації фільму «Сильно кохана» | Нагороди та номінації фільму «Сильно кохана» | Нагороди та номінації фільму «Сильно кохана» | Нагороди та номінації фільму «Сильно кохана» |
| Рік                                          | Кінофестиваль/кінопремія                     | Категорія/нагорода                           | Номінант                                     | Результат                                    | Результат                                    |
| -------------------------------------------- | -------------------------------------------- | -------------------------------------------- | -------------------------------------------- | -------------------------------------------- | -------------------------------------------- |
| 2015                                         | 68-й Каннський міжнародний кінофестиваль     | Queer Palm                                   | Сильно кохана                                | Номінація                                    |                                              |
| 2015                                         | Міжнародний кінофестиваль у Хіхоні           | Найкраща акторка                             | Любна Абідар                                 | Перемога                                     |                                              |
| 2016                                         | Премія «Люм'єр»                              | Найкращий франкомовний фільм                 | Сильно кохана                                | Перемога                                     | [ 8 ]                                        |
| 2016                                         | Премія Сезар                                 | Найкраща акторка                             | Любна Абідар                                 | Номінація                                    | [ 9 ]                                        |